# 伊藤茉央
伊藤 茉央（いとう まお、2000年11月19日 - ）は、福島県喜多方市出身のプロ野球選手（投手）。右投左打。中日ドラゴンズ所属。

## 経歴

### プロ入り前
喜多方市立塩川小学校3年生の時に、塩川ブルーファイヤーズで野球を始める。喜多方市立塩川中学校では同校の軟式野球部に所属。
地元の福島県立喜多方高等学校に進学すると、2年秋の時に当時の監督の勧めでサイドスローに転向。最後の夏は、福島県立郡山高等学校に敗れて3回戦敗退。
その後、東京農業大学硬式野球部のセレクションに参加したが声がかからず、投球を見ていた東京農業大学北海道オホーツク硬式野球部助監督の嶋田達郎の勧めで、北海道網走市にある東京農業大学生物産業学部への進学を決意。東京農業大学生物産業学部自然資源経営学科に進学し、北海道学生野球連盟に所属する同キャンパスの硬式野球部に入部した。1年春から公式戦と全国の舞台を経験し、救援投手としてチーム歴代最高の全日本大学野球選手権大会ベスト4入りに貢献。1年秋には北海道学生リーグ最優秀投手とMVPに選ばれた。その後はチームの主力投手として、全日本大学野球選手権大会や明治神宮野球大会などの全国の舞台を複数回経験した。
同年10月20日のドラフト会議で東北楽天ゴールデンイーグルスから4位指名を受け、11月21日に契約金4500万円、年俸820万円で合意した。背番号は41。担当スカウトは益田大介。

### 楽天時代
2023年は開幕一軍入りを果たし、4月1日の北海道日本ハムファイターズ戦でプロ初登板となったが、四球→暴投→犠打で一死三塁のピンチを招いて降板し、継投した弓削隼人が適時打を許して伊藤にプロ初失点が記録された。同18日のオリックス・バファローズ戦では0-1の7回裏を6球で三者凡退に抑えると、直後にチームが逆転して勝利したことでプロ初勝利を挙げた。4月23日の日本ハム戦ではプロ初ホールドも記録したが、5月5日の日本ハム戦は2/3回を2安打2失点。13試合の登板で1勝0敗3ホールド・防御率3.72という成績で同8日に出場選手登録を抹消された。その後は再登録と登録抹消を2度繰り返し、ルーキーイヤーは一軍で25試合に登板して1勝0敗3ホールド・防御率3.27を記録。オフに80万円増となる推定年俸900万円で契約を更改した。
2024年は春季キャンプを一軍でスタートし、オープン戦最終戦まで一軍に帯同。オープン戦では5試合に登板し、計11打者に対して1安打1四球2奪三振無失点を記録していたものの、開幕直前に二軍合流となった。4月12日にNPB感染症特例の代替指名選手として出場選手登録されたが、同17日のオリックス戦で1/3回を投げて2失点を喫し、翌18日に登録抹消。7月26日に再登録されたが、8月3日の埼玉西武ライオンズ戦で1回3失点を喫し、同5日に登録抹消。その後の一軍再昇格は果たせず、この年は6試合の登板で0勝0敗1ホールド・防御率7.94という成績に終わり、オフに20万円減となる推定年俸880万円で契約を更改した。

### 中日時代
2024年12月9日に行われた現役ドラフトで中日ドラゴンズから指名され、移籍した。背番号は32。
2025年は開幕を二軍で迎える。二軍で15試合に登板して1勝2敗1セーブ、防御率3.31という成績を残して6月8日に一度一軍昇格を果たすも、登板機会なく翌日に登録を抹消された。登録抹消後は二軍で4試合に登板していずれも無失点に抑えると、7月6日に再び一軍昇格。同9日の読売ジャイアンツ戦（福島県営あづま球場）の8回裏2死一塁という局面にて地元への凱旋登板という形で移籍後初登板。打者の甲斐拓也を打ち取ってこの回を抑えた直後にチームが逆転しそのまま勝利したため、自身2年ぶりの白星となる移籍後初勝利を記録した。8月17日に二度目の登録抹消となった。

## 選手としての特徴
高校時代はスリークォーターとサイドスローを織り交ぜる“二投流”であり、大学進学後は斎藤雅樹を意識したという独特なスリークォーター気味のサイドスローが特徴。
平均球速がストレートより速い高速シンカーが武器。変化球はその他にスライダー・カットボール・カーブを操る。最速はアマチュア時代に148km/h、プロ入り後は151km/hを計測している。

## 人物
両親と兄の4人家族。
名前の「茉央」は、両親が生まれてくる子供が女の子だったらどうしても付けたかった名前。結果的に男の子が誕生したものの、そのまま「茉央」と名付けられた。
幼少期から楽天ファンで、憧れの選手は田中将大。

## 詳細情報

### 年度別投手成績
| 年 度     | 球 団     | 登 板 | 先 発 | 完 投 | 完 封 | 無 四 球 | 勝 利 | 敗 戦 | セ 丨 ブ | ホ 丨 ル ド | 勝 率 | 打 者 | 投 球 回 | 被 安 打 | 被 本 塁 打 | 与 四 球 | 敬 遠 | 与 死 球 | 奪 三 振 | 暴 投 | ボ 丨 ク | 失 点 | 自 責 点 | 防 御 率 | W H I P |
| --------- | --------- | ----- | ----- | ----- | ----- | -------- | ----- | ----- | -------- | ----------- | ----- | ----- | -------- | -------- | ----------- | -------- | ----- | -------- | -------- | ----- | -------- | ----- | -------- | -------- | ------- |
| 2023      | 楽天      | 25    | 0     | 0     | 0     | 0        | 1     | 0     | 0        | 3           | 1.000 | 98    | 22.0     | 18       | 1           | 14       | 0     | 3        | 9        | 2     | 0        | 11    | 8        | 3.27     | 1.45    |
| 2024      | 楽天      | 6     | 0     | 0     | 0     | 0        | 0     | 0     | 0        | 1           | ----  | 29    | 5.2      | 7        | 0           | 4        | 0     | 2        | 6        | 0     | 0        | 5     | 5        | 7.94     | 1.94    |
| 通算：2年 | 通算：2年 | 31    | 0     | 0     | 0     | 0        | 1     | 0     | 0        | 4           | 1.000 | 127   | 27.2     | 25       | 1           | 18       | 0     | 5        | 15       | 2     | 0        | 16    | 13       | 4.23     | 1.55    |

- 2024年度シーズン終了時

### 年度別守備成績
| 年 度 | 球 団 | 投手  | 投手  | 投手  | 投手  | 投手  | 投手     |
| 年 度 | 球 団 | 試 合 | 刺 殺 | 補 殺 | 失 策 | 併 殺 | 守 備 率 |
| ----- | ----- | ----- | ----- | ----- | ----- | ----- | -------- |
| 2023  | 楽天  | 25    | 2     | 4     | 0     | 1     | 1.000    |
| 2024  | 楽天  | 6     | 0     | 1     | 0     | 0     | 1.000    |
| 通算  | 通算  | 31    | 2     | 5     | 0     | 1     | 1.000    |

- 2024年度シーズン終了時

### 記録
初記録
- 初登板：2023年4月1日、対北海道日本ハムファイターズ2回戦（エスコンフィールドHOKKAIDO）、7回裏に3番手で救援登板、1/3回を1失点[46]
- 初奪三振：2023年4月8日、対千葉ロッテマリーンズ1回戦（ZOZOマリンスタジアム）、5回裏に中村奨吾から空振り三振
- 初勝利：2023年4月18日、対オリックス・バファローズ3回戦（京セラドーム大阪）、7回裏に2番手で救援登板、1回無失点[47]
- 初ホールド：2023年4月23日、対北海道日本ハムファイターズ6回戦（楽天モバイルパーク宮城）、7回表二死に4番手で救援登板、1/3回無失点

### 背番号
- 41（2023年[9] - 2024年）
- 32（2025年[32] - ）